# Biston ulmaria
Biston ulmaria là một loài bướm đêm trong họ Geometridae.